# Menschenrechtsbeobachtung
Durch Menschenrechtsbeobachtung (auch Schutzbegleitung, nicht aber menschlicher Schutzschild) erhalten Menschenrechtsverteidiger Schutz, damit diese auch weiterhin ihrer Menschenrechtsarbeit nachkommen können. Es ist ein legalistischer Ansatz, der seine Notwendigkeit aufgrund der UN-Resolution und EU-Richtlinie für den Schutz von Menschenrechtsverteidigern erfährt. Die Präsenz von internationalen zivilgesellschaftlichen Beobachtern verhindert Menschenrechtsverletzungen an Menschenrechtsverteidigern und fördert allgemein die Umsetzung der Menschenrechte im jeweiligen Land. Menschenrechtsbeobachtung schützt  Menschenrechtler sowohl direkt vor physischer Gewalt und Schikanen als auch indirekt dadurch, dass der Staat durch den internationalen Druck seinen menschenrechtlichen Verpflichtungen auf der nationalen und lokalen Ebene verstärkt nachkommt.

## Wirkung von Menschenrechtsbeobachtung
Das zentrale Instrument der Menschenrechtsbeobachtung ist das der Präsenz im lokalen Konflikt. Die Menschenrechtsbeobachter begleiten die Menschenrechtsverteidiger bei ihren Aktivitäten, z. B. bei Demonstrationen, zu politischen Ernteaktionen, Gerichtsprozessen, Polizeistationen und friedlichen Landübernahmen. Durch diese Begleitung erfahren die Begleiteten konkreten Schutz vor:
- Misshandlungen durch Militär, Polizei und Gefängnispersonal
- Gewaltanwendungen, Drohungen oder Einschüchterungen von privaten Akteuren
- unangemessenem Verhalten der Polizei
- unangemessenem Verhalten der Staatsanwaltschaft
- unfaire und verschleppte Gerichtsverfahren
- Stigmatisierung und Verfolgung als vermeintliche Staatsfeinde.

Menschenrechtsbeobachtung kann gezielt und effektiv helfen, die Ausübung von lokaler Gewalt zu reduzieren, denn durch die Anwesenheit von Beobachtern fühlen sich lokale staatliche und private Gewaltakteure (z. B. Sicherheitsdienste von Firmen, Privatarmeen) beobachtet, die so vor Menschenrechtsverletzungen zurückschrecken bzw. diese seltener und in abgemilderter Form auftreten. Die Betroffenen erfahren, dass ihnen Rechte zustehen, diese von staatlichen Stellen vermehrt geachtet werden und sie weniger der Kriminalisierung ausgesetzt sind. Durch das Beobachten der konkreten Situation vor Ort und das Nachfragen bei staatlichen Stellen über ihr Handeln beachten diese Stellen vermehrt die Vorwürfe der Menschenrechtsverteidiger und kommen ihren menschenrechtlichen Verpflichtungen nach. Die erstellten Berichte der internationalen Beobachter tragen zu einer kritischen und informierten internationalen Öffentlichkeit bei. Diese Informationen werden von ausländischen staatlichen Stellen für ihre diplomatischen Beziehungen und von Menschenrechtsorganisationen benötigt, um Druck auf den verursachenden Staat auszuüben.

## Unterschiede zu staatlichen Interventionen
Auch Regierungen oder multinationale staatliche Organisationen können zivile oder militärische Vertreter zur Beobachtung der Einhaltung von Frieden oder auch von Menschenrechten in Konfliktregionen entsenden. Eine politische Unabhängigkeit ist nicht gegeben. Beispiele: OSZE-Missionen, Entsendung von Militärbeobachtern, Wahlbeobachtung durch staatliche Vertreter.

## Voraussetzungen

### Wirkungsannahme
Menschenrechtsbeobachtung muss dem Grundsatz der Nichteinmischung in die inneren Angelegenheiten des Konflikts, der Neutralität im Konfliktkontext und der politischen Unabhängigkeit folgen. Dies ermöglicht, von allen Konfliktakteuren als neutral wahrgenommen zu werden und um wirkungsvoll in den Austausch mit staatlichen Vertretern treten zu können.

### Gewaltfreiheit
Sowohl die Menschenrechtsverteidiger (geregelt in der UN-Resolution zum Schutz dieser) als auch die Menschenrechtsbeobachter müssen der Gewaltfreiheit verpflichtet sein.

### Beauftragt durch Betroffene
Die Menschenrechtsverteidiger müssen in einer Vereinbarung eine konkrete und klar umrissene Schutzbegleitung durch zivilgesellschaftliche Beobachter anfordern.

### Gewillter Staat
Staatliche Akteure müssen den ernsthaften Willen verfolgen, Menschenrechtsverteidiger zu schützen, denn Menschenrechtsbeobachtung fordert den Staat auf allen Ebenen zum Handeln auf. Menschenrechtsbeobachtung kann dabei den Staat darin stärken, wenn einzelne seiner Institutionen (zumeist auf unterer Ebene) sich nicht an die Vorgaben halten. Dabei handelt der Staat vollkommen souverän und ist in der Lage, die Menschenrechte auch mit seinem Gewaltmonopol durchzusetzen.